# 封离
封离（?—?），东汉西南夷大牛部落首领。
元初四年（117年），越嶲郡夷人因郡县官府征收赋税繁重，十二月，大牛部落封离等人反叛，杀死遂久（今云南省丽江市）县令。元初五年（118年）永昌郡、益州郡、蜀郡三郡的夷人全体反叛，响应封离，部众达十余万，攻陷二十余县，杀官吏，烧房屋，劫百姓，使尸骨堆积，千里无人。元初六年（119年）益州刺史张乔派从事杨竦率兵进驻榆，打败了封离等人，斩杀三万余人，俘虏一千五百人。封离惊恐，杀死一起谋反的其他首领，拜见杨竦请降。杨竦安抚封离，给他优遇。其他三十六个部落也都归降。杨竦上书，举报奸恶狡猾、欺压蛮夷的地方官吏共九十人。这些人全都减死论处（轻于死刑一等的刑罚）。